# Mỏ đá đồi Harpur
Mỏ đá đồi Harpur là một mỏ đá bỏ hoang trên đồi Harpur, Derbyshire. Nó được Không quân Hoàng gia Anh sử dụng làm kho chứa vũ khí hóa học trong Chiến tranh thế giới thứ hai; là kho lớn nhất ở Vương quốc Anh. Sau đó, một số đạn dược hóa học bị tịch thu của Đức đã được xử lý tại địa điểm này bằng cách đốt, và kết quả chỉ đốt được một phần. Kho RAF đóng cửa năm 1960 và địa điểm này hiện đang bỏ hoang. Các công trình bỏ dở đã tràn vào để trở thành một mỏ đá. Hồ có độ pH rất cao do tính chất ăn da của đá và điều này đã mang lại cho nước một màu xanh sống động. Mặc dù có dấu hiệu cảnh báo về những rủi ro sức khỏe, hồ trở thành một điểm du lịch và điểm bơi lội nổi tiếng. Hội đồng Borough High Peak tại địa phương đã nhuộm màu đen của nước vào năm 2013 và 2016 trong nỗ lực ngăn chặn những người bơi lội.

## Lịch sử
Đồi Harpur, gần Buxton, Derbyshire được sử dụngnhư một mỏ đá. Địa điểm này đã được Không quân Hoàng gia (RAF) tiếp quản vào năm 1938 để sử dụng làm kho chứa vũ khí hóa học. Thời tiết xấu trì hoãn việc xây dựng và kho không hoạt động cho đến năm 1940.
Trong Chiến tranh thế giới thứ hai, đây là kho chứa vũ khí hóa học lớn nhất của Anh, rộng khoảng 500 mẫu Anh (2,0 km2).
Sau chiến tranh, khu vực này bị chiếm giữ bởi một đơn vị xử lý vật liệu chưa nổ của RAF, được gọi là trạm X, và được sử dụng để lưu trữ và giải giáp vũ khí hóa học và đầu đạn tên lửa V bị tịch thu của Đức. RAF đã xử lý vũ khí hóa học, bao gồm khí mù tạt và phosgene, bằng cách đốt nó trên những ngọn đồi xung quanh bằng thuốc tẩy. Việc này tỏ ra không phù hợp vì một lượng lớn khói được tạo ra và việc phá hủy bị thất bại. Một số khí mù tạt thoát ra dưới dạng hơi và phần lớn thảm thực vật gần đó đã bị chết. Địa điểm này cũng có một đội cứu hộ trên núi RAF, người đã tham dự các vụ tai nạn hàng không trên khắp Derbyshire. Kho RAF đóng cửa năm 1960.

## Mặt nước xanh
Một hồ mỏ đá (53°14′01″B 1°54′15″T / 53,2336°B 1,9043°T) tại khu vực này đã trở thành một địa điểm du lịch do mặt nước sống động của nó có màu xanh ngọc lam. Đây là "đầm xanh" duy nhất trong cả nước và đã thu hút du khách từ khắp đất nước. Màu sắc bắt nguồn từ hóa chất ăn da hòa tan từ đá mỏ, những chất này cho nước có độ pH 11,3 (bằng cách so sánh chất tẩy có độ pH 12,3).
Các dấu hiệu tại địa điểm này cho biết nước có thể gây ra "kích ứng da và mắt, các vấn đề về dạ dày và nhiễm nấm như bệnh tưa miệng" và mỏ đá được biết là có chứa xác tàu, động vật chết, phân và rác. Nước cũng có nhiệt độ vô cùng lạnh. Mặc dù vậy, hồ vẫn tiếp tục là một địa điểm bơi lội phổ biến được hàng trăm người sử dụng.
Khoảng 750 người dân địa phương, lo ngại về các rủi ro sức khỏe, đã ký một bản kiến nghị để mỏ đá bị cạn nước và đóng cửa. Tuy nhiên, nước được coi là quá độc để thoát nước, vì nó sẽ có nguy cơ làm ô nhiễm nguồn cung cấp nước địa phương.
Để ngăn chặn những người bơi lội, nước đã được nhuộm màu đen vào năm 2013 bởi Hội đồng Borough High Peak, người đã hành động sau khi không thể liên lạc với chủ sở hữu của trang web. Thuốc nhuộm đã hết năm 2015 và nước trở lại màu xanh lam. Hội đồng đã làm đen lại hồ nước vào năm 2016 bằng một hỗn hợp mạnh hơn, nhưng đến tháng 10 năm 2019, nó đã có dấu hiệu trở lại màu xanh.
Vào tháng 3 năm 2020, hồ đã được nhuộm lại sau các báo cáo về việc người dân tụ tập ở đó bất chấp các hướng dẫn cách xa xã hội do chính phủ Anh ban hành để chống lại đại dịch COVID-19.

## Sự cố
Cảnh sát Derbyshire đã tìm thấy thi thể của một người đàn ông 44 tuổi tại mỏ đá vào ngày 18 tháng 2 năm 2019. Cái chết được tìm thấy không có gì đáng ngờ.
Vào ngày 29 tháng 9 năm 2019, hai nhân viên cứu hỏa của Sở cứu hỏa và cứu hộ Staffordshire đã bị thương trong khi thực hiện huấn luyện cứu hộ dây thừng tại mỏ đá. Một trong số họ phải nhập viện với những chấn thương nặng.